# Florki
Florki – przysiółek wsi Wola Buchowska w Polsce położona w województwie podkarpackim, w powiecie jarosławskim, w gminie Jarosław, w sołectwie Wola Buchowska
W latach 1975–1998 miejscowość położona była w województwie przemyskim.
Florki są położone w pobliżu lasu „Przymiarki” i obejmują 62 domy.

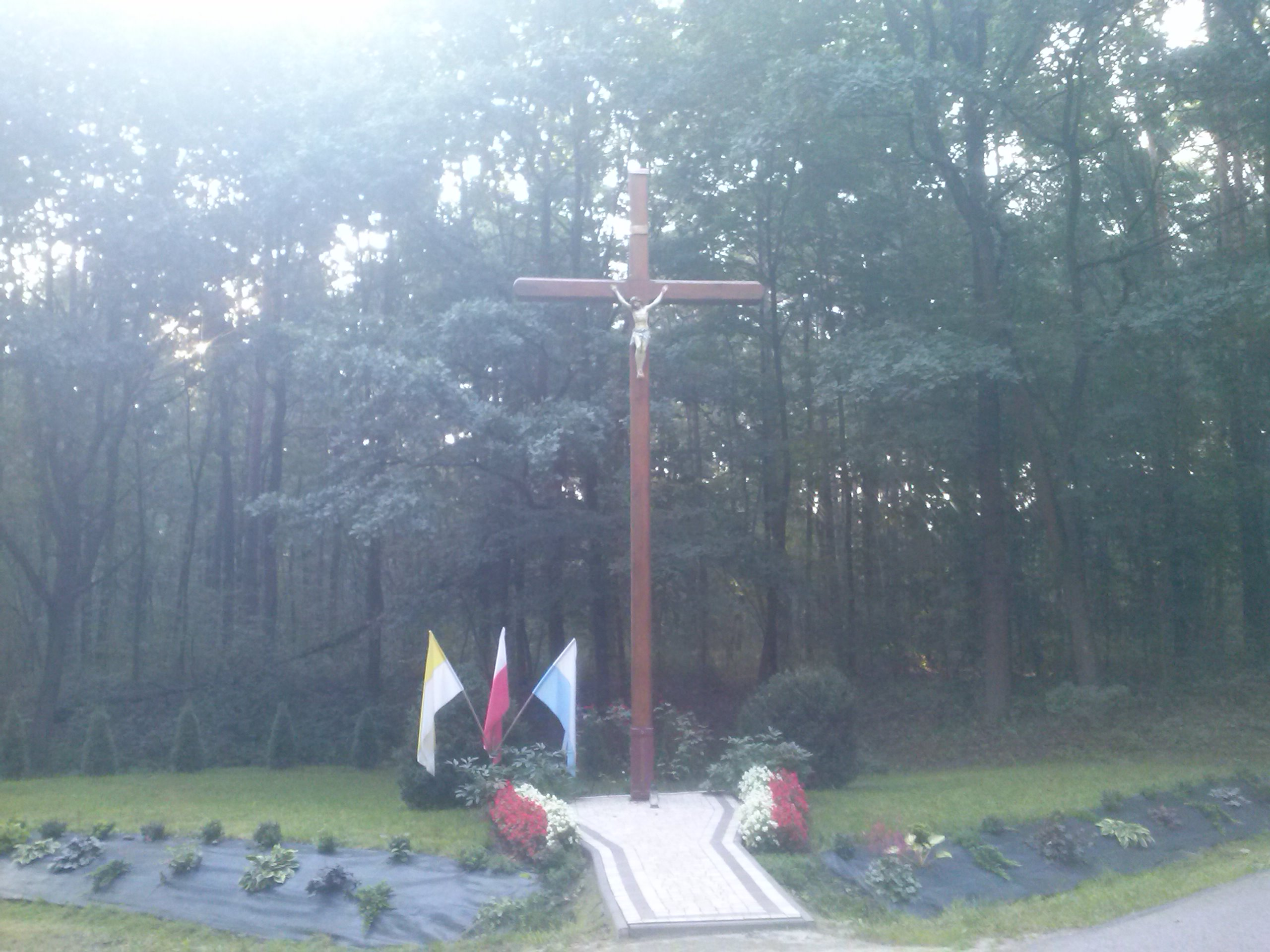
Krzyż przydrożny, przy drodze do Dąbrowy